# Esadecagono

Esadecagono regolare

Un esadecagono è un qualsiasi poligono con 16 lati ed altrettanti vertici ed angoli; l'esadecagono regolare è caratterizzato da angoli e lati tutti congruenti tra loro.
L'area A di un esadecagono regolare di lato a è ricavabile dalla seguente formula:
{\displaystyle A={\frac {16}{4}}a^{2}\cot {\frac {\pi }{16}}\simeq 20{,}1094a^{2}},
mentre la somma dei suoi angoli interni, essendo pari a tanti angoli piatti quanti sono i suoi lati meno due, vale:
{\displaystyle 180^{\circ }\times (l-2)=(16-2)\times 180^{\circ }=2520^{\circ }};
ciascun angolo interno misura quindi:
{\displaystyle {\frac {2520^{\circ }}{16}}\ =157{,}5^{\circ }}.

## Costruzione
Un esadecagono regolare può essere costruito con riga e compasso. Qui sotto ne è mostrata un'animazione: